# Płonkowo (gromada)
Płonkowo – dawna gromada, czyli najmniejsza jednostka podziału terytorialnego Polskiej Rzeczypospolitej Ludowej w latach 1954–1972.
Gromady, z gromadzkimi radami narodowymi (GRN) jako organami władzy najniższego stopnia na wsi, funkcjonowały od reformy reorganizującej administrację wiejską przeprowadzonej jesienią 1954 do momentu ich zniesienia z dniem 1 stycznia 1973, tym samym wypierając organizację gminną w latach 1954–1972.
Gromadę Płonkowo z siedzibą GRN w Płonkowie utworzono – jako jedną z 8759 gromad na obszarze Polski – w powiecie inowrocławskim w woj. bydgoskim, na mocy uchwały nr 24/7 WRN w Bydgoszczy z dnia 5 października 1954. W skład jednostki weszły obszary dotychczasowych gromad Dąbie, Dobiesławice, Jurancice, Kępa Kujawska i Płonkowo ze zniesionej gminy Rojewo w tymże powiecie. Dla gromady ustalono 21 członków gromadzkiej rady narodowej.
Gromadę zniesiono 1 stycznia 1958, a jej obszar włączono do gromad Rojewo (wsie Dobiesławice, Mierogniewice, Płonkowo, Łukaszewo, Juranice, Leśnianki i Dąbie) i Gniewkowo (wsie Kępa Kujawska i Kaczkowo) w tymże powiecie.